# Liste des escaliers de Naples

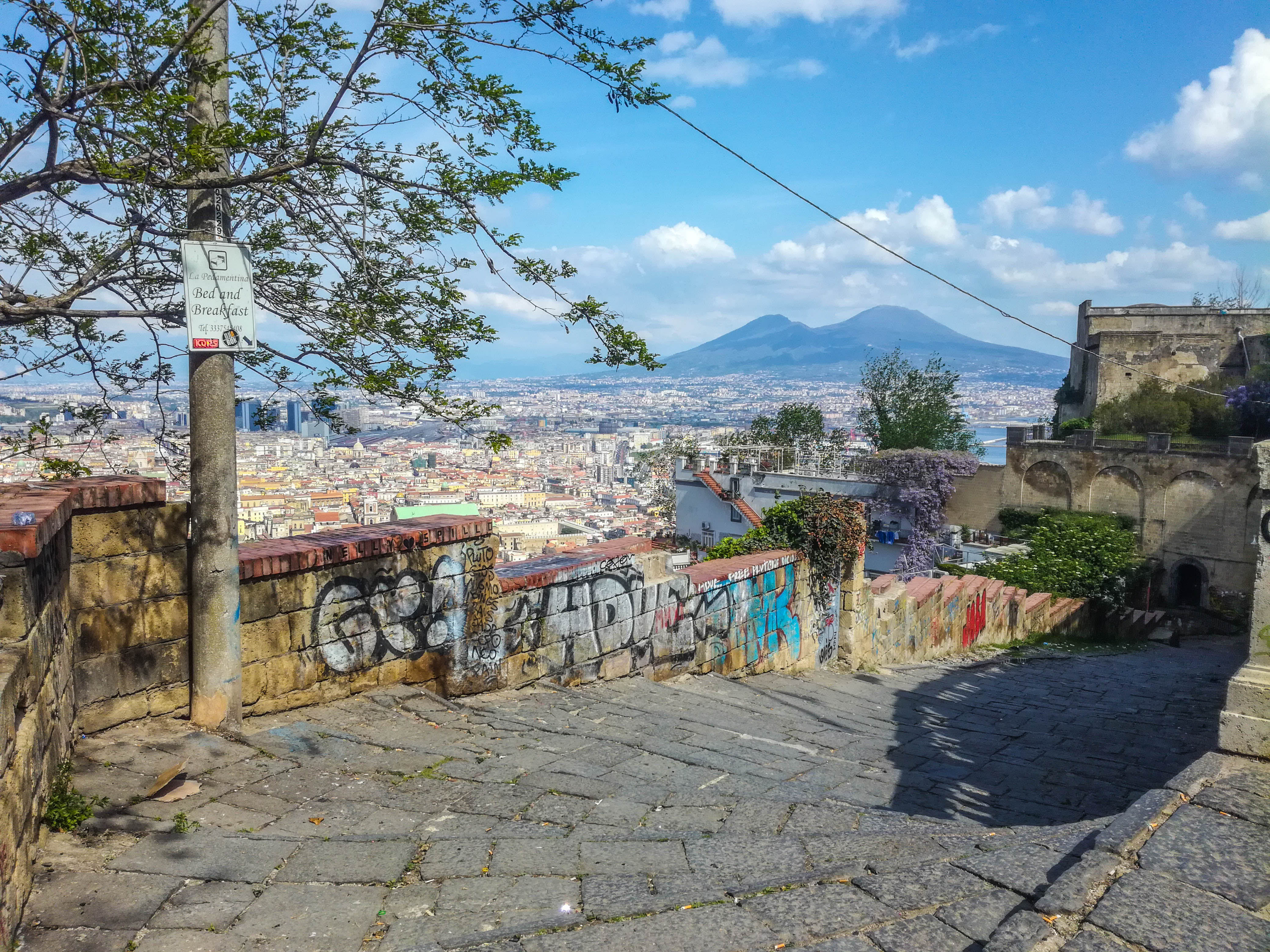
Pedamentina

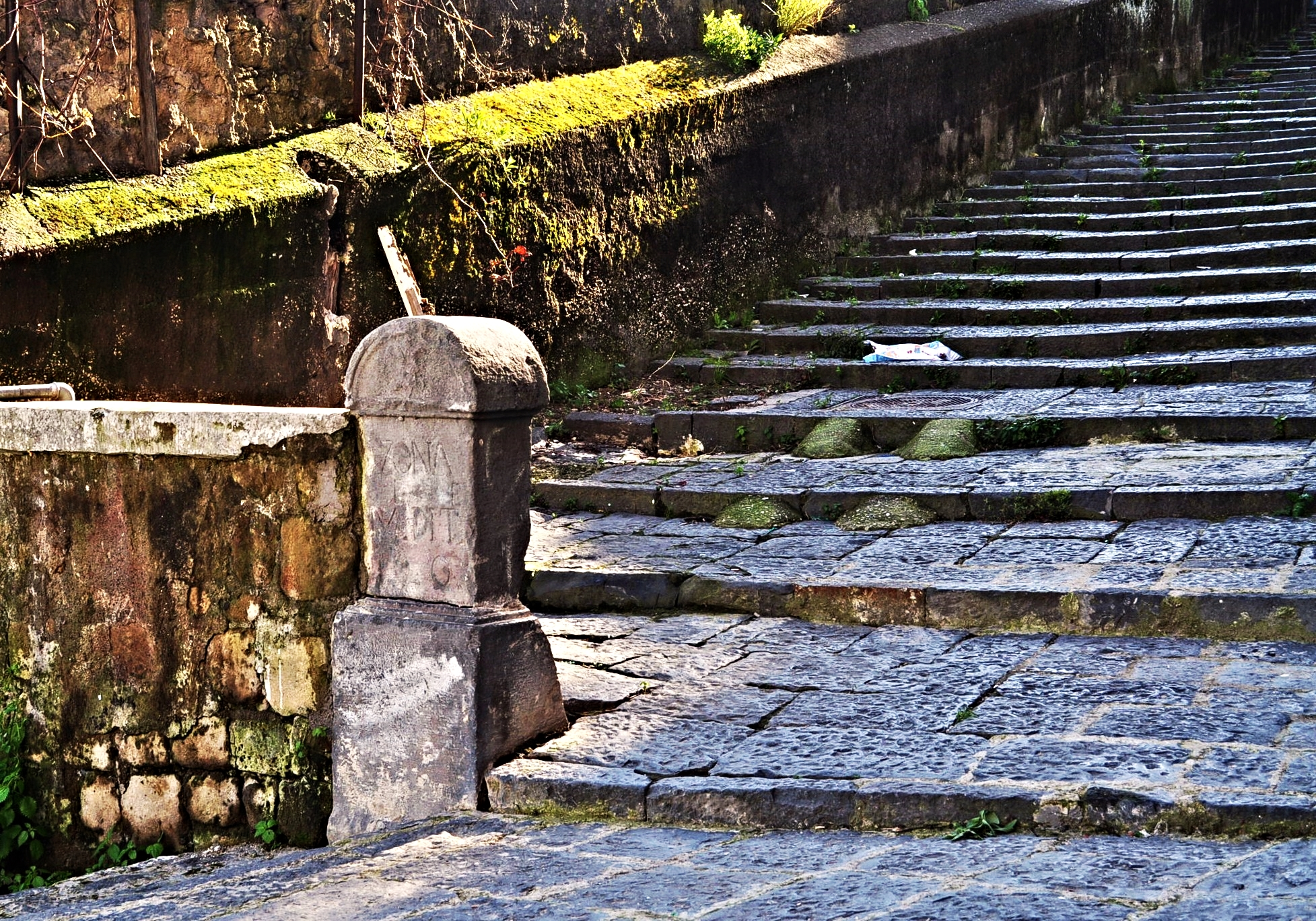
Pedamentina

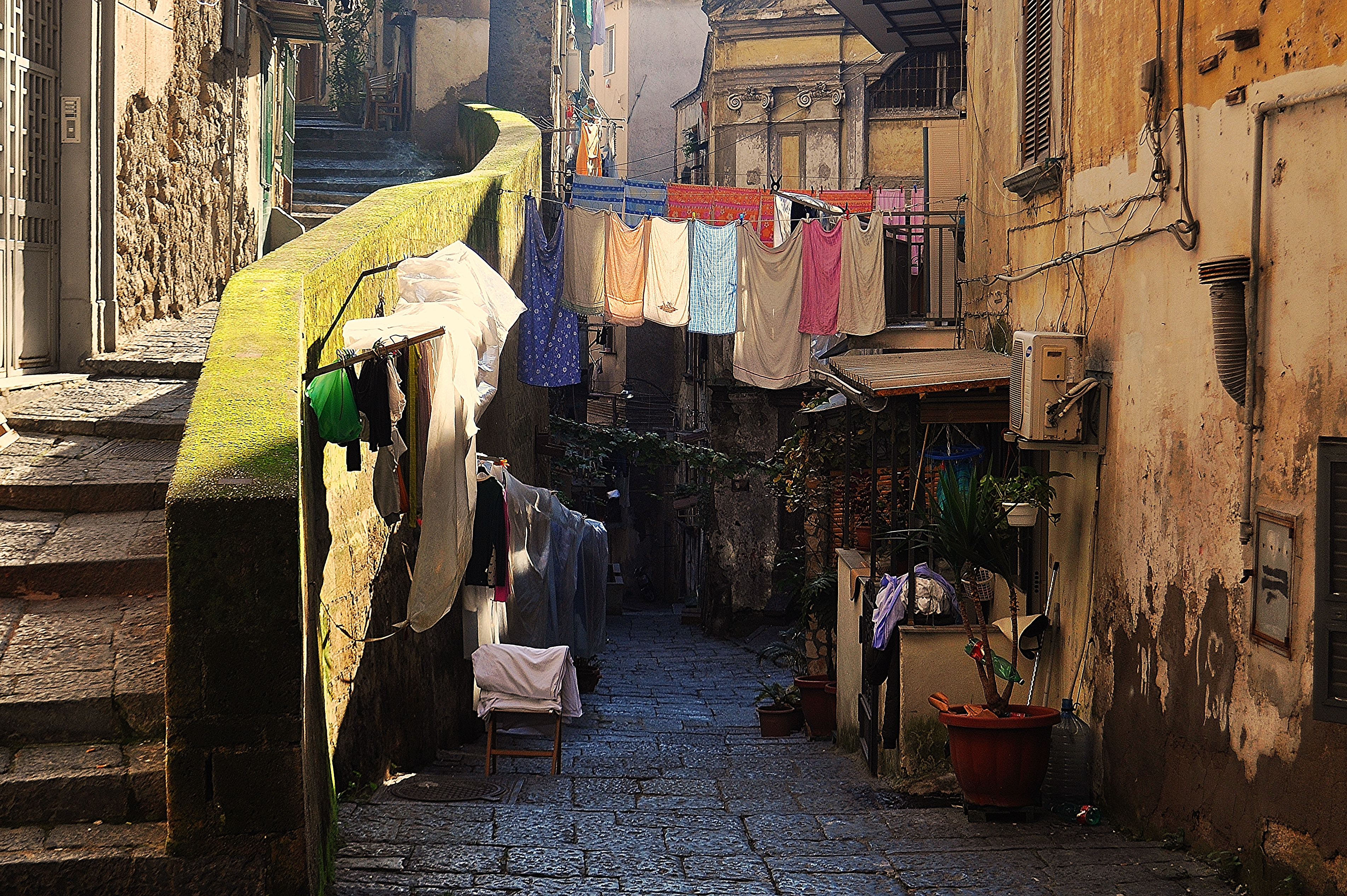
Sant'Antonio ai Monti

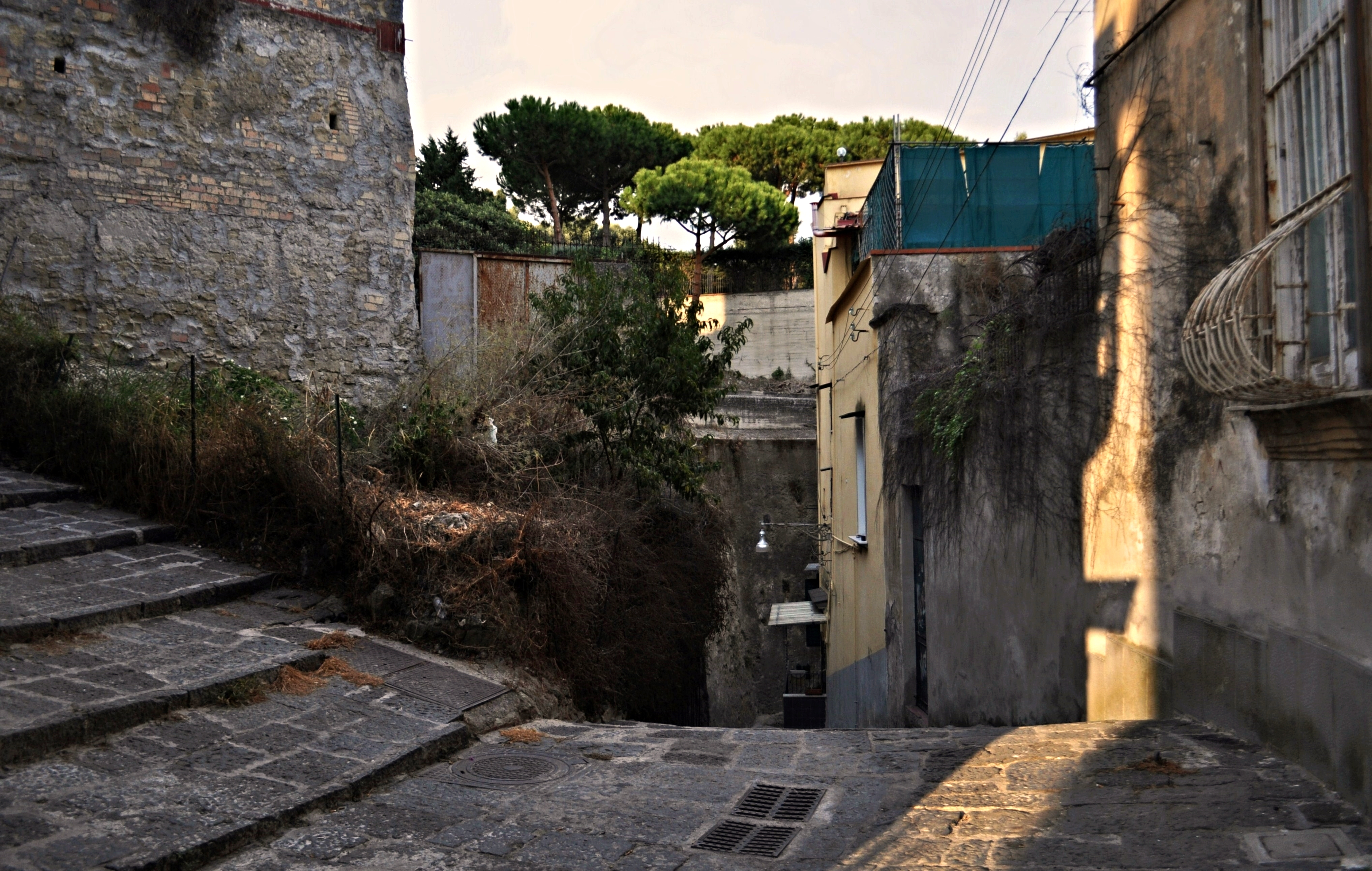
Petraio

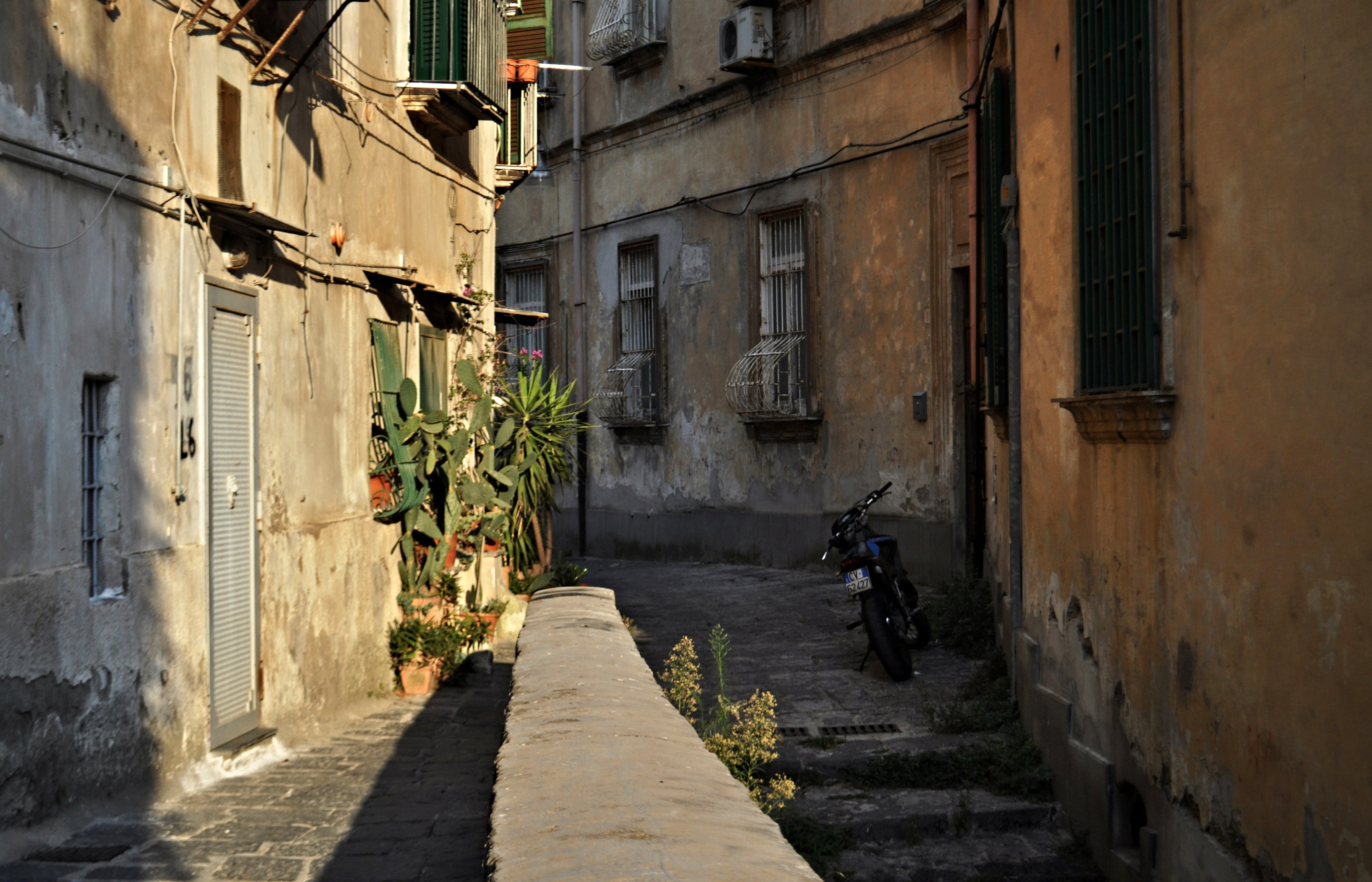
Petraio

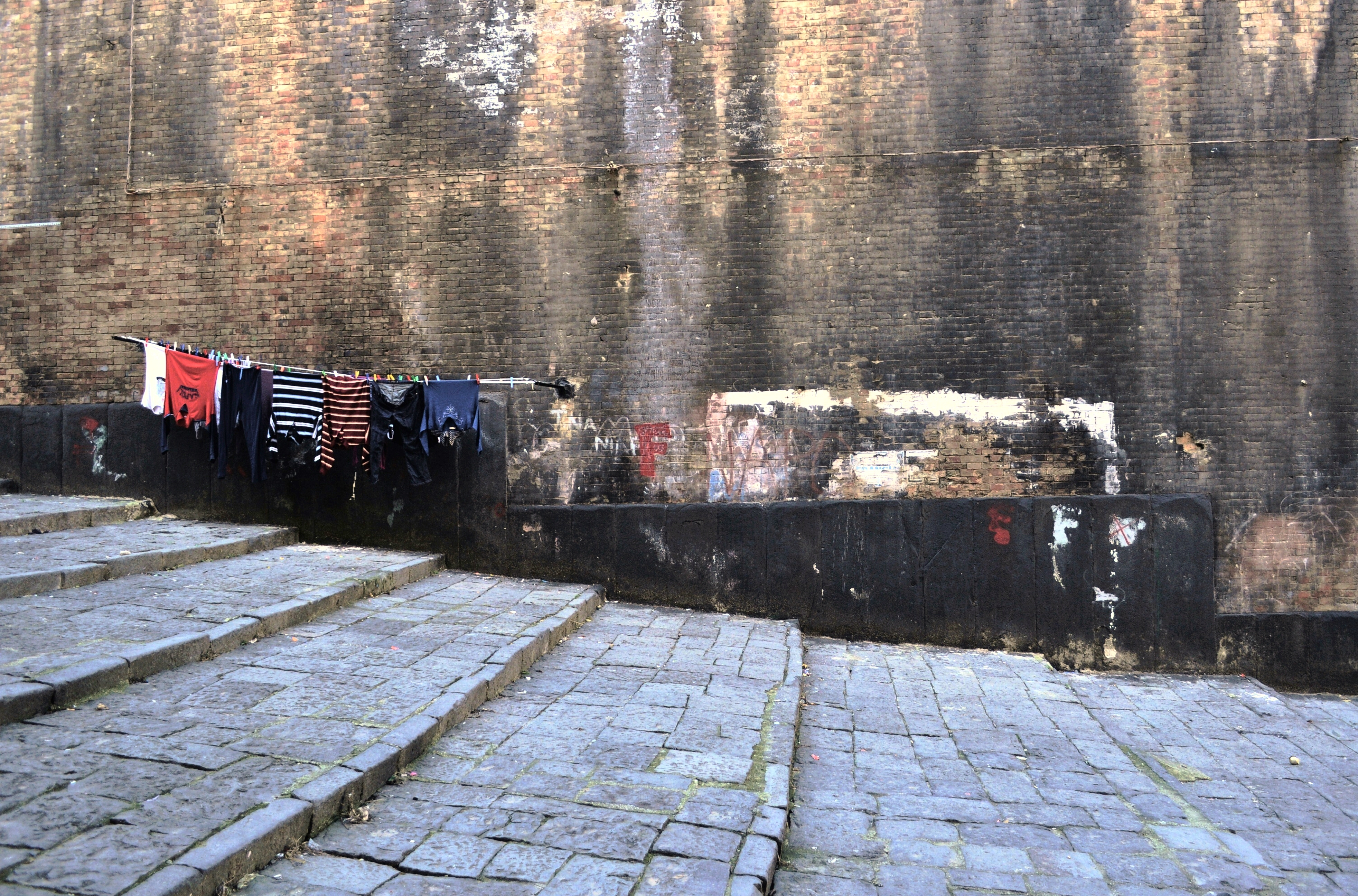
San Marcellino

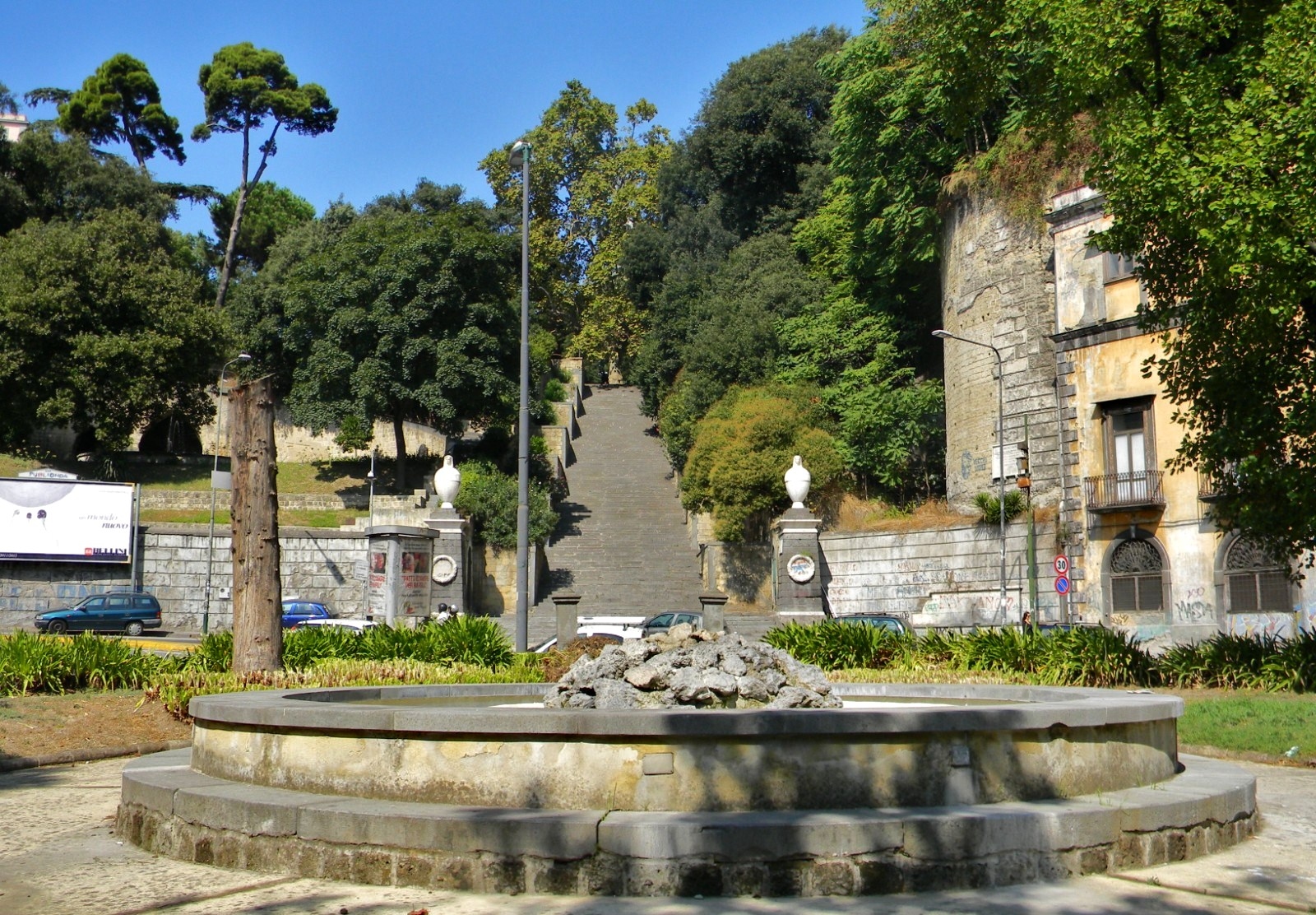
Capodimonte

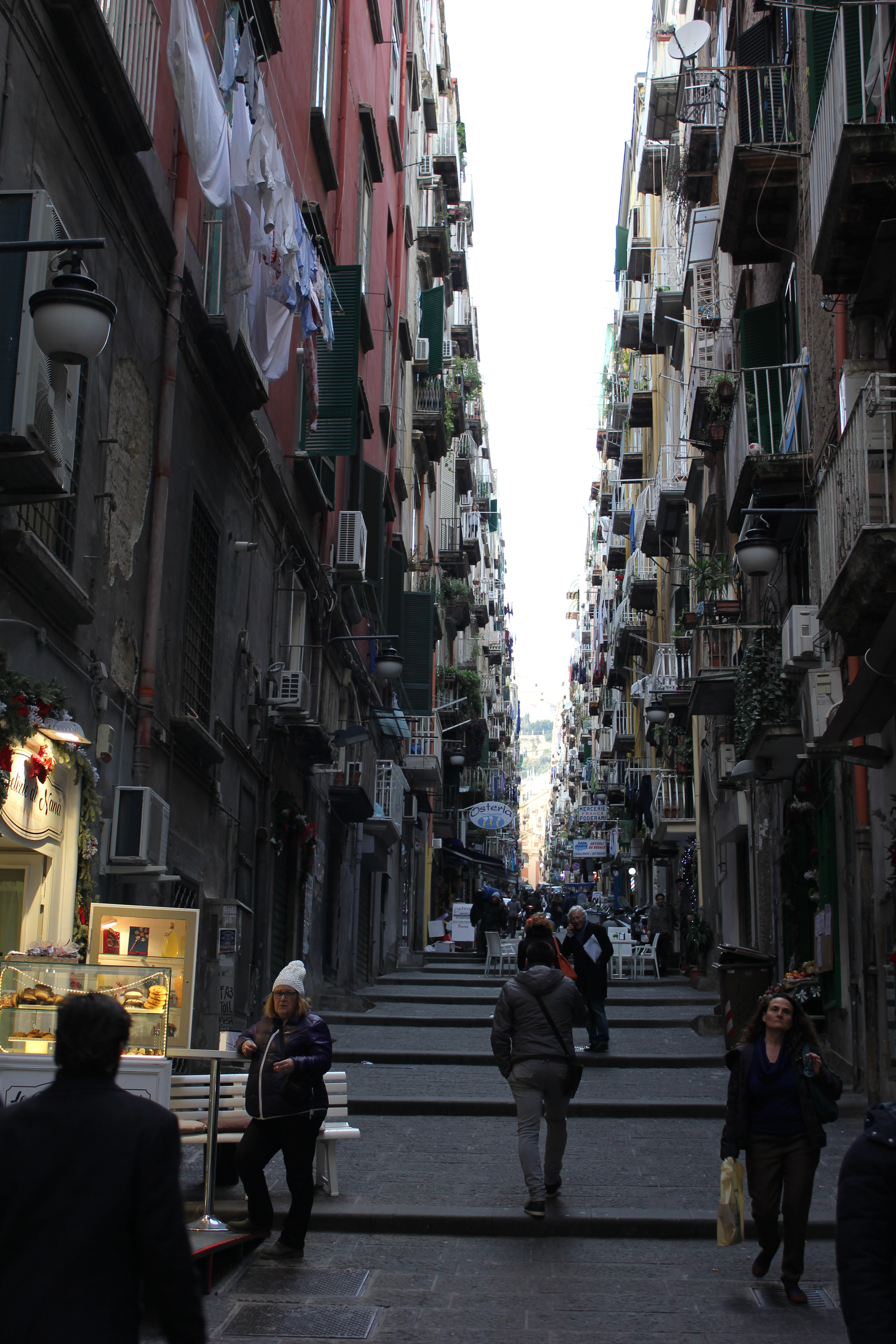
Chiaia

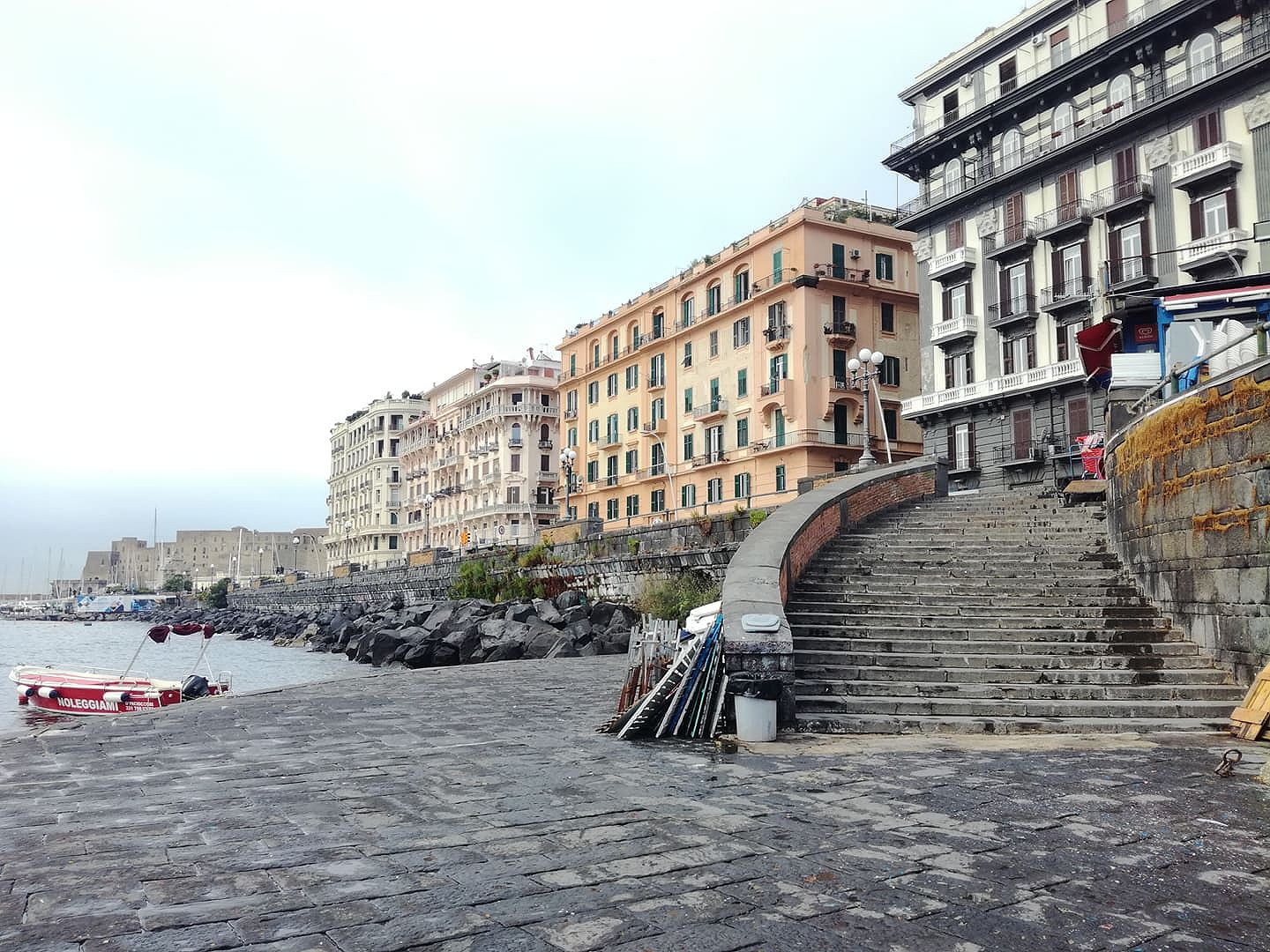
Rue Nazario Sauro

Les escaliers de Naples sont plus de 200 et sont des systèmes urbains complexes qui relient divers secteurs de la ville. L'histoire de ces escaliers est principalement due à des expansions en dehors des murs du XVIIe siècle.

## Escaliers célèbres
- Pedamentina
- Petraio
- Capodimonte
- Santa Maria Apparente
- Moiariello
- Giuseppe Piazzi
- Cacciottoli
- San Francesco
- Montesanto
- Bernando Celentano
- Cosma e Damiano
- Paradiso
- Santa Barbara
- Cupa vecchia